# Campionato statunitense di rugby a 13
La American National Rugby League è il massimo campionato europeo di rugby a 13 per club negli Stati Uniti d'America.